# Nilofar Kosheshi
Nilofar Kosheshi ,svensk konstnär född i Teheran, Iran, kom till Sverige 1986 och är verksam i Göteborg. Hon är utbildad vid Högskolan för fotografi och film  på Göteborgs Universitet1995-2000.

Kosheshi arbetar främst med iscensatt fotografi, video och skulpturala installationer. Mångkultur, etnicitet, religion, patriarkala maktstrukturer och begränsningar av yttrandefriheten är teman som hon utforskar i sina konstverk, till exempel ”Livlina”(1996-pågående) stora iscensatta ikonoklastiska färgfotografier, ”ToTemIo” en ornamental rumslig byggnad
och ”Syndens ornamentik” ornament av kroppsdelar. 2013 deltog Nilofar Kosheshi i Lars Von Triers filmprojekt GESAMT med danska regissören  Jenle Hallund .

Hennes senaste arbeten utforskar tabuns gränser kring den mänskliga kroppen i förhållande till den ”kalligrafiska” kulturen. Kosheshi har intresserat och engagerat sig för vilka processer, förutsättningar, möjligheter och kriterier som styr hur konstnären med annan etniskt ursprung kan verka och hur han/hon framställs på samtidskonstscenen.

Kosheshis verk finns representerade på Göteborgs konstmuseum och Hasselblad Center Foundations samling.
Nilofar Kosheshi har suttit i juryer för offentliga utsmyckningar och är sedan 2013 ledamot av Konstnärsnämndens bildkonstnärsfond.